# コナー・コーディ
コナー・デイヴィッド・コーディ（Conor David Coady、1993年2月25日 - ）は、イングランド・セント・ヘレンズ出身のプロサッカー選手。EFLチャンピオンシップ・レクサムAFC所属。イングランド代表。ポジションはDF。

## クラブ経歴
マージーサイドのセント・ヘレンズで生まれ育ち、出身地にほど近いリヴァプールのユースチームでプレーを始めた。2010–11シーズンになるとトップチームのベンチ入りも何度か経験した。2013年5月のフラム戦でトップチームおよびプレミアリーグデビューを果たしたが、リヴァプールでのリーグ戦出場はこれが最初で最後になった。
リーグ1所属のシェフィールド・ユナイテッドへのレンタル移籍を経て、2014年8月にチャンピオンシップのハダースフィールド・タウンに放出された。
2015年7月3日、ウルヴァーハンプトン・ワンダラーズに完全移籍。契約は3年半で移籍金は非公表だが200万ポンドとみられている。
2022年8月8日、エヴァートンへレンタル移籍。
2023年7月1日、レスター・シティへ完全移籍。
これまで大きな負傷歴もなく安定して試合に出場してきた実績を持つ彼だったが、プレシーズン中に足を骨折しキャリア初のチーム離脱を経験する。
開幕から後れを取ったことで定位置を確保することが出来ず、出場機会は限られることとなった。
9月27日、EFLカップリバプール戦にてクラブデビューを果たした。
2025年8月1日、レクサムAFCに1年延長オプション付きの2年契約で完全移籍。

## 代表経歴
U-16年代からU-20年代まで世代別のイングランド代表に選出されていた。U-20代表ではキャプテンを務めたこともある。
2020年9月8日に開催されたUEFAネーションズリーグのデンマーク代表戦でフル代表デビュー。同試合ではMOMに選出された。2020年10月8日のウェールズ代表戦でフル代表初ゴールを決めた。

## 個人成績

### クラブ
2025年8月4日現在
| クラブ                              | シーズン | リーグ             | リーグ | リーグ | FAカップ | FAカップ | EFLカップ | EFLカップ | UEL  | UEL  | その他 | その他 | 合計 | 合計 |
| クラブ                              | シーズン | ディビジョン       | 出場   | 得点   | 出場     | 得点     | 出場      | 得点      | 出場 | 得点 | 出場   | 得点   | 出場 | 得点 |
| ----------------------------------- | -------- | ------------------ | ------ | ------ | -------- | -------- | --------- | --------- | ---- | ---- | ------ | ------ | ---- | ---- |
| リヴァプール                        | 2010–11  | プレミアリーグ     | 0      | 0      | 0        | 0        | 0         | 0         | 0    | 0    | —      | —      | 0    | 0    |
| リヴァプール                        | 2011–12  | プレミアリーグ     | 0      | 0      | 0        | 0        | 0         | 0         | 0    | 0    | —      | —      | 0    | 0    |
| リヴァプール                        | 2012–13  | プレミアリーグ     | 1      | 0      | 0        | 0        | 0         | 0         | 1    | 0    | —      | —      | 2    | 0    |
| リヴァプール                        | 合計     | 合計               | 1      | 0      | 0        | 0        | 0         | 0         | 1    | 0    | —      | —      | 2    | 0    |
| シェフィールド・ユナイテッド (loan) | 2013–14  | リーグ1            | 39     | 5      | 8        | 1        | 1         | 0         | —    | —    | 2      | 0      | 50   | 6    |
| ハダースフィールド・タウン          | 2014–15  | チャンピオンシップ | 45     | 3      | 1        | 0        | 2         | 0         | —    | —    | —      | —      | 48   | 3    |
| ウルヴァーハンプトン・ワンダラーズ  | 2015–16  | チャンピオンシップ | 37     | 0      | 1        | 0        | 1         | 0         | —    | —    | —      | —      | 39   | 0    |
| ウルヴァーハンプトン・ワンダラーズ  | 2016–17  | チャンピオンシップ | 40     | 0      | 2        | 0        | 3         | 1         | —    | —    | —      | —      | 45   | 1    |
| ウルヴァーハンプトン・ワンダラーズ  | 2017–18  | チャンピオンシップ | 45     | 1      | 1        | 0        | 2         | 0         | —    | —    | —      | —      | 48   | 1    |
| ウルヴァーハンプトン・ワンダラーズ  | 2018–19  | プレミアリーグ     | 38     | 0      | 6        | 0        | 2         | 0         | —    | —    | —      | —      | 46   | 0    |
| ウルヴァーハンプトン・ワンダラーズ  | 2019–20  | プレミアリーグ     | 38     | 0      | 2        | 0        | 0         | 0         | 17   | 0    | —      | —      | 57   | 0    |
| ウルヴァーハンプトン・ワンダラーズ  | 2020–21  | プレミアリーグ     | 37     | 1      | 2        | 0        | 1         | 0         | —    | —    | —      | —      | 40   | 1    |
| ウルヴァーハンプトン・ワンダラーズ  | 2021–22  | プレミアリーグ     | 38     | 4      | 2        | 0        | 2         | 0         | —    | —    | —      | —      | 42   | 4    |
| ウルヴァーハンプトン・ワンダラーズ  | 合計     | 合計               | 273    | 6      | 16       | 0        | 11        | 1         | 17   | 0    | —      | —      | 317  | 7    |
| エヴァートン (loan)                 | 2022–23  | プレミアリーグ     | 24     | 1      | 1        | 1        | 0         | 0         | —    | —    | —      | —      | 25   | 2    |
| レスター・シティ                    | 2023–24  | チャンピオンシップ | 12     | 0      | 4        | 0        | 1         | 0         | —    | —    | —      | —      | 17   | 0    |
| レスター・シティ                    | 2024–25  | プレミアリーグ     | 22     | 1      | 1        | 0        | 3         | 1         | —    | —    | —      | —      | 26   | 2    |
| レスター・シティ                    | 合計     | 合計               | 34     | 1      | 5        | 0        | 4         | 1         | —    | —    | —      | —      | 43   | 2    |
| 通算                                | 通算     | 通算               | 416    | 16     | 31       | 2        | 18        | 2         | 18   | 0    | 2      | 0      | 485  | 20   |

1. ↑  EFLトロフィーへの出場

## 代表歴
- U-16イングランド代表
- U-17イングランド代表
  - UEFA U-17欧州選手権2010
- U-18イングランド代表
- U-19イングランド代表
  - UEFA U-19欧州選手権2012
- U-20イングランド代表
  - 2013 FIFA U-20ワールドカップ
- イングランド代表
  - UEFAネーションズリーグ2020-21
  - UEFA EURO 2020

### 試合数
- 国際Aマッチ 10試合 1得点（2020年-2022年）[16]

| イングランド代表 | 国際Aマッチ | 国際Aマッチ |
| 年               | 出場        | 得点        |
| ---------------- | ----------- | ----------- |
| 2020             | 3           | 1           |
| 2021             | 5           | 0           |
| 2022             | 2           | 0           |
| 通算             | 10          | 1           |

## タイトル

### クラブ
ウルヴァーハンプトン・ワンダラーズ
- EFLチャンピオンシップ: 2017-18

レスター・シティ
- EFLチャンピオンシップ: 2023-24

### 代表
イングランド U-17
- UEFA U-17欧州選手権: 2010

### 個人
- UEFA U-17欧州選手権 トーナメント最優秀チーム: 2010
- EFLチャンピオンシップ シーズン最優秀チーム: 2017-18
- EFLシーズン最優秀チーム: 2017-18
- UEFAヨーロッパリーグ シーズン最優秀チーム: 2019-20